# آلته
آلته (به پرتغالی: Alte) یک پریش در پرتغال است که در لوله واقع شده‌است.

## نگارخانه

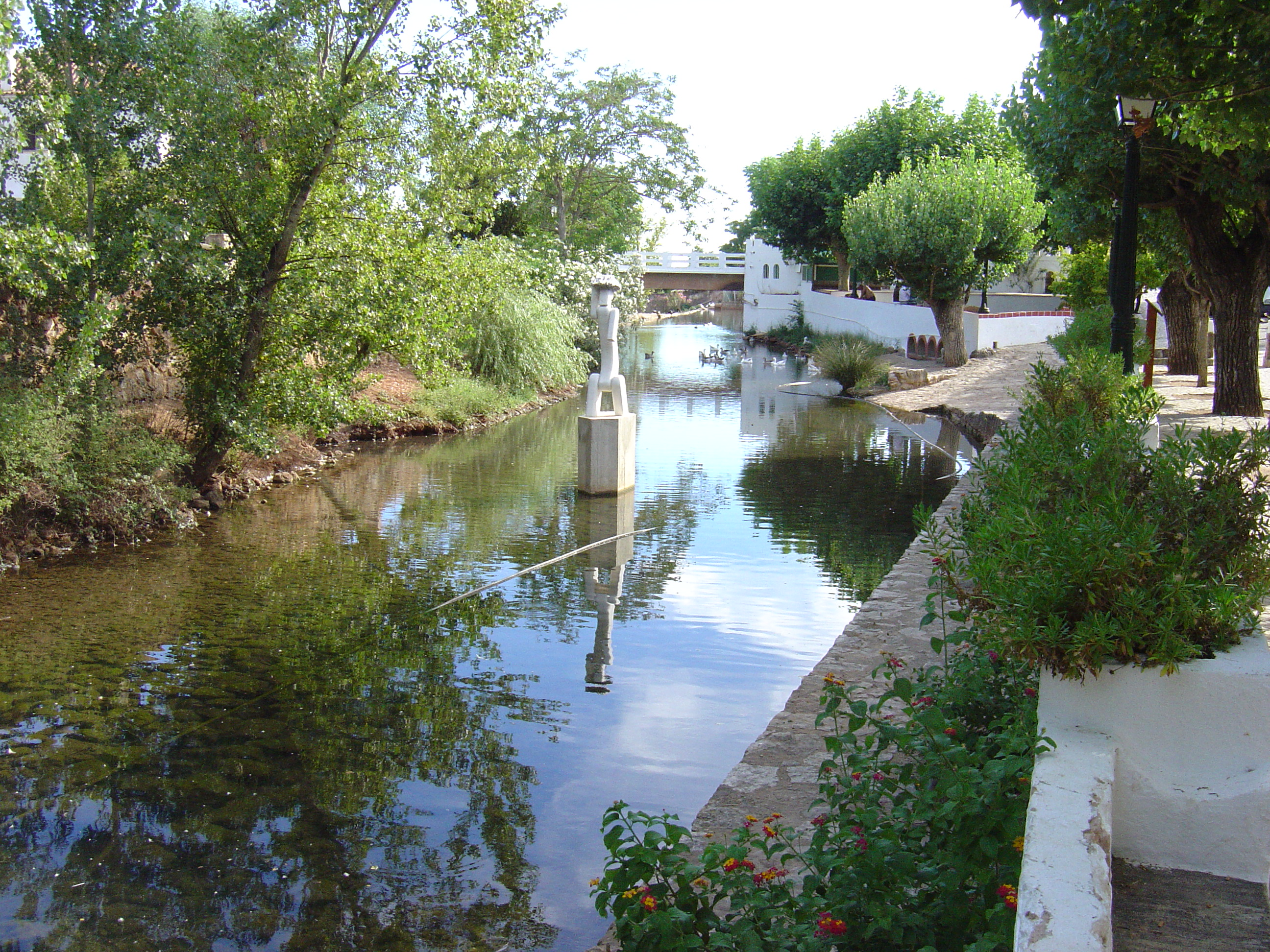
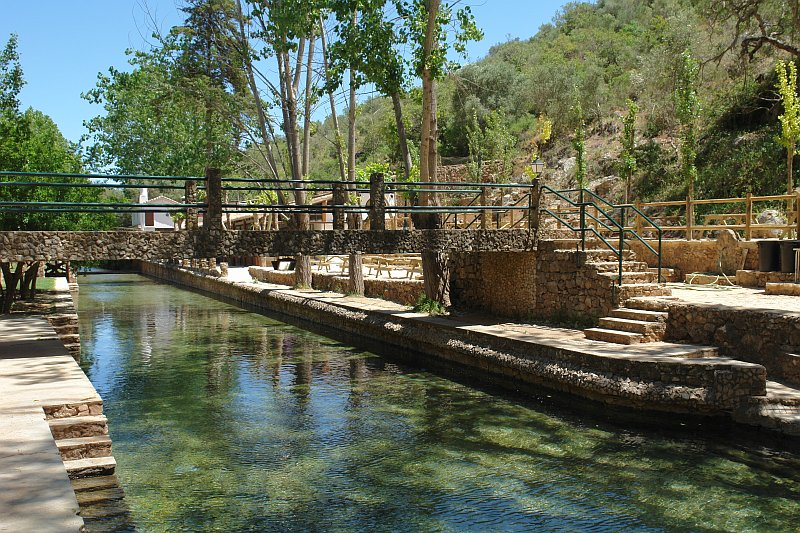
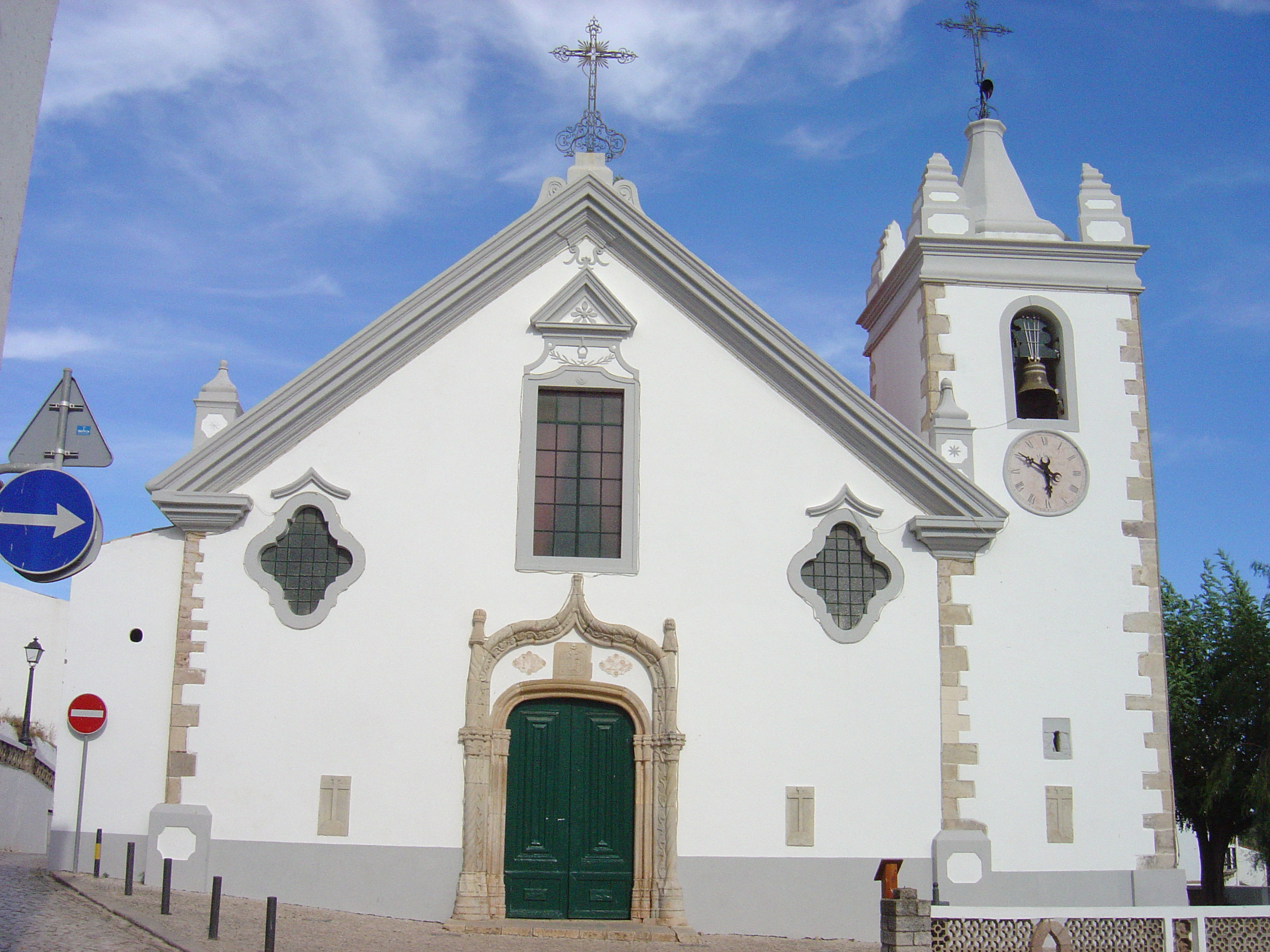
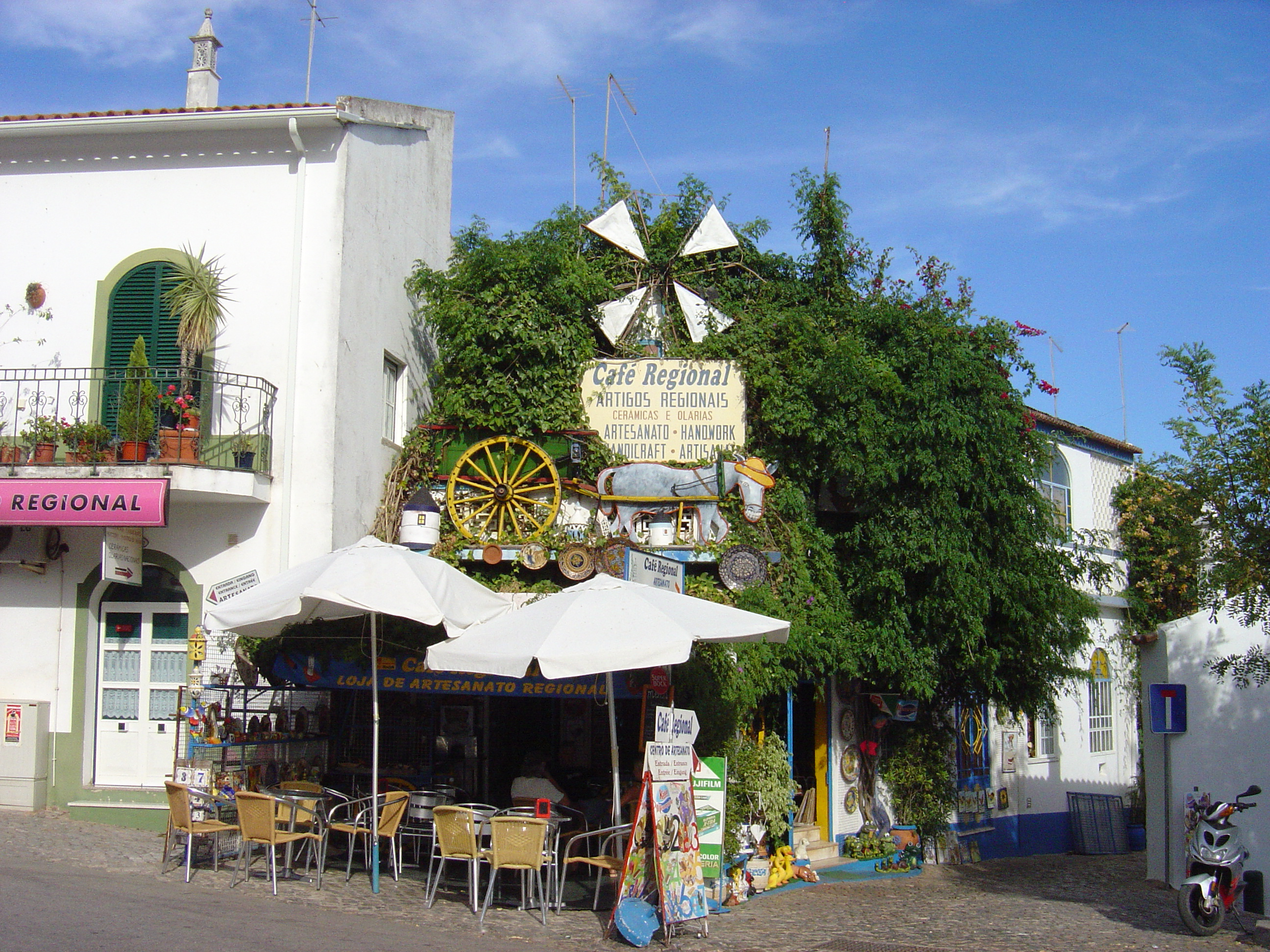

## خصوصیات
آلته ۱٬۹۹۷ نفر جمعیت دارد.